# 奥古斯特·马里埃特
弗朗索瓦·奥古斯特·费迪南德·马里埃特（François Auguste Ferdinand Mariette，1821年2月11日—1881年1月18日）是法国学者、考古学家和埃及学家。

## 早年
奥古斯特·马里埃特出生於法國滨海布洛涅。1839 年，他在布洛涅市立学院接受教育。18 岁时他前往英国，在埃文河畔斯特拉特福一所男校担任法语老師。1840年，他成为考文垂一家丝带制造商的图案设计师，但同年回到滨海布洛涅，并于1841年獲得杜艾大学頒發的学位。 